# Sophie's Choice (opéra)
Le Choix de Sophie
Pour les articles homonymes, voir Le Choix de Sophie (homonymie).
Versions successives
Sophie's Choice (Le Choix de Sophie) est un opéra en quatre actes et dix-huit scènes composé par Nicholas Maw sur son propre livret fondé sur le film et le roman éponymes.

## Genèse et histoire
En regardant le film Le Choix de Sophie qu'il a loué, Nicholas Maw voit immédiatement la possibilité de transformer cette œuvre en opéra et se précipite à la librairie pour acheter le roman éponyme. Il obtient de Styron les droits d'adaptation que la société cinématographique n'a plus. Le romancier ayant refusé d'écrire le livret pour ne pas se replonger dans « ce sujet pénible » et lui ayant conseillé de l'écrire lui-même, Maw commence à adapter le roman en 1990,. Pour ce faire, il revient toujours au film en raison de la stylisation du sujet qu'il y trouve, mais conserve le maximum de répliques du roman, seul 5 % du livret étant de sa plume. En 1996, la Royal Opera House accepte le projet de création de l'opéra après l'avoir rejeté quelques années plus tôt et commande l'œuvre à Maw avec BBC Radio 3. Maw compose l'opéra en tenant compte des ressources techniques du Covent Garden rénové. Pendant les répétitions, il compose même de nouveaux morceaux de musique pour couvrir les 18 changements de scène exigés par la structure complexe de la narration. La première de l'opéra a lieu au Covent Garden le 7 décembre 2002 sous la direction de Sir Simon Rattle et dans une mise en scène de Sir Trevor Nunn. Les cinq représentations qui y sont offertes sont données à guichets fermés. Celle du 10 décembre est diffusée en direct sur Radio 3, et celle du 21, télévisée en direct sur le canal 4 de la BBC.
En 2005, le Deutsche Oper Berlin et l'Opéra populaire de Vienne offrent une toute nouvelle coproduction de l'œuvre (raccourcie de 30 à 45 minutes) sous la direction de Leopold Hager et dans la mise en scène de Markus Bothe. Le même mezzo-soprano qu'à la première mondiale y reprend le rôle de Julie. Trois représentations sont données à Berlin en septembre et huit, à Vienne en octobre et en novembre. La première américaine, offerte par le Washington National Opera, a lieu à l'automne 2006.

## Personnages et distribution
| Rôles                                                   | Voix          | Interprètes à la première à la Royal Opera House de Londres (chef d'orchestre : Simon Rattle) |
| ------------------------------------------------------- | ------------- | --------------------------------------------------------------------------------------------- |
| Sophie, catholique polonaise ayant survécu à Auschwitz  | mezzo-soprano | Angelika Kirchschlager                                                                        |
| Nathan Landau, son amant                                | baryton       | Rod Gilfry                                                                                    |
| Le narrateur, d'âge moyen                               | baryton       | Dale Duesing                                                                                  |
| Stingo, son alter ego, dans sa jeunesse                 | ténor         | Gordon Gietz                                                                                  |
| Yetta Zimmerman, propriétaire de la pension de Brooklyn | mezzo-soprano | Frances McCafferty                                                                            |
| Zbigniew Bieganski, père de Sophie                      | basse         | Stafford Dean                                                                                 |
| Le bibliothécaire                                       | baryton       | Adrian Clarke                                                                                 |
| Wanda                                                   | soprano       | Stephanie Friede                                                                              |
| Eva                                                     |               | Abigail Browne                                                                                |
| Jan                                                     |               | Billy Clerkin                                                                                 |
| La vieille femme dans le train                          | contralto     | Gillian Knight                                                                                |
| Le jeune homme dans le train                            |               | Neil Gillespie                                                                                |
| Rudolph Franz Höss                                      |               | Jorna Silvasti                                                                                |
| Le docteur                                              | baryton       | Alan Opie                                                                                     |
| Le barman                                               | basse-baryton | Darren Jeffery                                                                                |
| Larry Landau                                            | baryton       | Quentin Hayes                                                                                 |

## Résumé
À l'exclusion de quelques modifications et ajouts, le compositeur est resté fidèle au roman, où une survivante de l'Holocauste est confrontée à son passé et à sa situation actuelle. L'action se déroule tantôt à Cracovie en 1937, tantôt à Varsovie et à Auschwitz en 1943, tantôt à Brooklyn en 1947.

## Critiques
Après la première, les critiques ont réservé un accueil mitigé à l'œuvre, mais la plupart des commentaires défavorables ont plutôt porté sur le livret que sur la musique, un critique allant jusqu'à qualifier le livret de « morceaux de dialogues de Styron, sans le savoir littéraire qui leur aurait donné un équilibre, une forme ou une structure ».
En 2006, l'œuvre a obtenu des critiques pour la plupart excellentes à sa première américaine.
En 2010, Matthew Gurewitsch constatait que malgré des critiques dithyrambiques (« tout à fait admirable, touchant et magnifiquement réalisé », Anthony Tommasini, The New York Times) et la coproduction postérieure de l'œuvre (raccourcie d'une demi-heure) par le Deutsche Oper Berlin, l'Opéra populaire de Vienne et l'Opéra national de Washington (en), Sophie's Choice ne semble pas gagner du terrain. Gurewitsch attribuait une mauvaise note au librettiste, les fautes de terminologie et de grammaire commises en anglais par la Polonaise Sophie étant trop sporadiques pour être convaincantes et certaines répliques du Nathan schizophrène sonnant faux. Gurewitsch estimait que la partition adoptait trop souvent un style néo-romantique vaguement dissonant, mais qu'elle révélait que Maw avait « plus d'une corde à son arc d'expression ».
La même année, jugeant de l'œuvre d'après l'enregistrement vidéo d'Opus Arte, Albéric Lagier disait que l'opéra souffrait de défauts de découpage, qu'il se dynamisait à partir de l'acte III, que la partition tonale et expressive laissait peu de mélodies aux voix, mais que les interprètes apportaient une dimension dramatique, humaine et mélodique de toute beauté.

## Suite
En 2003, Maw tire une suite orchestrale de 22 minutes de son opéra, Concert Suite from Sophie's Choice, dont la première a lieu à Baltimore le 24 avril 2004. Une bonne partie de cette suite provient des interludes orchestraux qui relient les scènes dramatiques de l'opéra et les commentent. Un passage facultatif de la partition permet à une mezzo-soprano de se joindre à l'orchestre pour chanter une aria de quatre minutes.

## Discographie
- Sophie's Choice, Angelika Kirchschlager, Gordon Gietz, Rod Gilfry, chœur et orchestre de la Royal Opera House, Covent garden, Simon Rattle (dir.), Trevor Nunn (metteur en scène), Opus Arte OA1024D (2 DVD), 223 min, sous-titré, date de parution : mars 2010.